# Herbert Charles Brown
Herbert Charles Brown (Londres, Anglaterra, Regne Unit, 1912 - Lafayette, Indiana, EUA, 2004) fou un químic i professor universitari estatunidenc d'origen britànic, guardonat amb el Premi Nobel de Química l'any 1979.

## Biografia
Va néixer el 22 de maig de 1912 a la ciutat de Londres, fill d'immigrants jueus ucraïnesos. El 1914 va emigrar amb els seus pares als Estats Units i va estudiar química a la Universitat de Chicago, on es llicencià el 1934 i doctorà el 1936. A partir de 1947 fou nomenat professor de química a la Universitat de Purdue, càrrec que ocupà fins al 1959. Posteriorment exercí la docència als campus de la Universitat de Califòrnia a Berkeley i Santa Barbara.
Brown morí el 19 de desembre de 2004 en un hospital de la població de Lafayette, situada a l'estat nord-americà d'Indiana, a conseqüència d'un infart de miocardi.

## Recerca científica
Durant la Segona Guerra Mundial, mentre que treballava al costat de Hermann Irving Schlesinger, va descobrir un mètode per a la producció del borhidrat de sodi (NaBH₄), mètode utilitzat per a la producció de boranis, compost químic de bor i hidrogen. El seu treball va conduir al descobriment del primer mètode general per a produir els enantiòmers purs asimètrics, i entendre noves possibilitats d'unió entre els àtoms de carboni mitjançant reducció, reordenament i addicció.
El 1979 fou guardonat amb el Premi Nobel de Química, juntament amb l'alemany Georg Wittig, pel desenvolupament de les unions de bor i fòsfor en reaccions importants en el camp de la síntesi orgànica.